# بطة أمستردام
بطة أمستردام (الاسم العلمي: Anas marecula) نوع من الطيور المائية المنقرضة من فصيلة البطيات، كانت تتوطن في جزيرة أمستردام (Île Amsterdam) الواقعة جنوب المحيط الهندي ضمن الأراضي الجنوبية والقطبية الفرنسية.